# Калашников Юрій Григорович
Юрій Григорович Калашников (нар. 28 липня 1937) — радянський футболіст, захисник та півзахисник.

## Життєпис
Вихованець київської ФШМ, у складі якої й розпочав дорослу футбольну кар'єру виступами в чемпіонаті УРСР серед колективів фізичної культури. По ходу сезону 1956 року опинився в стурктурі київського «Динамо», але через величезу конкуренцію в якому так і не заграв. 1957 року перейшов до кіровоградського «Торпедо» з чемпіонату УРСР серед КФК. Наступного року команда змінила назву на «Зірка», а Юрій в її складі дебютував у Класі «Б» та кубку СРСР. У 1963 році разом з кіровоградцями понизився в класі. Загалом у складі «Зірки» в чемпіонатах СРСР зіграв 244 матчі та відзначився 10-ма голами, ще 12 матчів (2 голи) провів у кубку СРСР. Футбольну кар'єру завершив 1965 року виступами у складі кіровоградської «Зірки».